# Liste von Vulkanen in Bolivien
Die nachfolgende Liste verzeichnet aktive und erloschene Vulkane in Bolivien.
Die Höhenangaben der Vulkane bedürfen häufig noch einer genaueren Überprüfung.
| Name                      | Typ            | Höhe   | Departamento | Koordinaten           | Letzter Ausbruch (aktuelle Tätigkeit) |
| ------------------------- | -------------- | ------ | ------------ | --------------------- | ------------------------------------- |
| Acotango                  | Schichtvulkan  | 6052 m | Oruro        | 18° 23′ S, 069° 03′ W | Holozän                               |
| Anallajsi                 | Schichtvulkan  | 5750 m | La Paz       | 17° 56′ S, 068° 55′ W | Holozän (?)                           |
| Capurata                  | Schichtvulkan  | 6039 m | Oruro        | 18° 25′ S, 069° 03′ W | –                                     |
| Chiar Kkollu              | Schlackenkegel | 4051 m | Oruro        | 19° 43′ S, 067° 39′ W | –                                     |
| Colluma                   | Maar           | 3876 m | Oruro        | 18° 30′ S, 068° 05′ W | –                                     |
| Escala (Vulkan)           | Lavadom        | 4000 m | Potosí       | 21° 36′ S, 066° 52′ W | Holozän                               |
| Guayaques                 | Lavadom        | 5598 m | Potosí       | 22° 54′ S, 067° 34′ W | –                                     |
| Humarata                  | Schichtvulkan  | 5710 m | Oruro        | 18° 21′ S, 069° 03′ W | –                                     |
| Illimani                  | Schichtvulkan  | 6458 m | La Paz       | 16° 39′ S, 067° 47′ W | Holozän                               |
| Irruputuncu               | Schichtvulkan  | 5163 m | Potosí       | 20° 44′ S, 068° 33′ W | 1995                                  |
| Jayu Khota                | Maar           | 3716 m | Oruro        | 19° 28′ S, 067° 26′ W | Holozän (?)                           |
| Jorcada                   | Schichtvulkan  | 5650 m | Potosí       | 22° 02′ S, 067° 46′ W | –                                     |
| Larancagua                | Schichtvulkan  | 5020 m | Oruro        | 18° 14′ S, 068° 32′ W | Holozän (?)                           |
| Licancabur                | Schichtvulkan  | 5920 m | Potosí       | 22° 50′ S, 067° 53′ W | Holozän                               |
| Lípez                     | Schichtvulkan  | 5929 m | Potosí       | 21° 57′ S, 066° 52′ W | –                                     |
| Michincha                 | Schichtvulkan  | 5248 m | Potosí       | 20° 56′ S, 068° 30′ W | Holozän                               |
| Moiro (auch: Cerro Negro) | Schichtvulkan  | 4269 m | Potosí       | 21° 41′ S, 067° 28′ W | Holozän (?)                           |
| Nuevo Mundo               | Schichtvulkan  | 5438 m | Potosí       | 19° 46′ S, 066° 29′ W | Holozän                               |
| Olca                      | Schichtvulkan  | 5353 m | Potosí       | 20° 57′ S, 068° 29′ W | Holozän                               |
| Ollagüe                   | Schichtvulkan  | 5863 m | Potosí       | 21° 18′ S, 068° 11′ W | Pleistozän (aktive Fumarolen)         |
| Pacuni                    | Schichtvulkan  | 5400 m | Oruro        | 18° 19′ S, 068° 50′ W | Holozän (?)                           |
| Pampa Luxsar              | Schichtvulkan  | 5543 m | Potosí       | 20° 51′ S, 068° 12′ W | Holozän                               |
| Parinacota                | Schichtvulkan  | 6348 m | Oruro        | 18° 10′ S, 069° 09′ W | Frühe Neuzeit (aktive Fumarolen)      |
| Cerro Paruma              | Schichtvulkan  | 5418 m | Potosí       | 20° 57′ S, 068° 26′ W | Pleistozän                            |
| Paruma                    | Schichtvulkan  | 5310 m | Potosí       | 20° 57′ S, 068° 28′ W | 1867                                  |
| Pastos Grandes            | Caldera        | 5802 m | Potosí       | 21° 45′ S, 067° 50′ W | Pliozän                               |
| Patilla Pata              | Schichtvulkan  | 5700 m | Oruro        | 18° 04′ S, 069° 03′ W | Holozän                               |
| Pomerape                  | Schichtvulkan  | 6282 m | Oruro        | 18° 08′ S, 069° 08′ W | Pleistozän                            |
| Quetena                   | Schichtvulkan  | 5730 m | Potosí       | 22° 16′ S, 067° 25′ W | Holozän (?)                           |
| Sacabaya (auch: Quemado)  | Schildvulkan   | 4300 m | Oruro        | 18° 38′ S, 068° 45′ W | Holozän (?)                           |
| Sairecabur                | Schichtvulkan  | 5971 m | Potosí       | 22° 43′ S, 067° 53′ W | Holozän                               |
| Sajama                    | Schichtvulkan  | 6542 m | Oruro        | 18° 06′ S, 068° 53′ W | Holozän                               |
| San Agustín               | Schichtvulkan  | 4357 m | Potosí       | 21° 13′ S, 067° 36′ W | Holozän (?)                           |
| Santa Isabel              | Schichtvulkan  | 5240 m | Potosí       | 21° 38′ S, 066° 32′ W | Holozän                               |
| Tata Sabaya               | Schichtvulkan  | 5430 m | Oruro        | 19° 08′ S, 068° 32′ W | Holozän                               |
| Tocorpuri                 | Schichtvulkan  | 5808 m | Potosí       | 22° 26′ S, 067° 55′ W | Holozän                               |
| Tunupa                    | Schichtvulkan  | 5432 m | Oruro        | 19° 50′ S, 067° 39′ W | –                                     |
| Uturuncu                  | Schichtvulkan  | 6008 m | Potosí       | 22° 16′ S, 067° 11′ W | Holozän                               |
| Yumia                     | Schichtvulkan  | 4350 m | Potosí       | 21° 29′ S, 067° 32′ W | Holozän                               |
| Zapaleri                  | Schichtvulkan  | 5653 m | Potosí       | 22° 48′ S, 067° 11′ W | –                                     |

## Quelle
- Vulkanliste der Region Bolivien, Argentinien, Nordchile (englisch)

- Karte mit allen Koordinaten:
- OSM |
- WikiMap